# Shirley Bond
Pour les articles homonymes, voir Bond.
Shirley Bond, née en 1956 ou en 1957 à Prince George, est une femme politique canadienne, membre du Parti libéral de la Colombie-Britannique.

## Biographie
Elle a été élue à l'Assemblée législative de la Colombie-Britannique pour la première fois dans la circonscription de Prince George-Mount Robson lors des élections générales britanno-colombiennes de 2001. Elle a été réélue lors des élections de 2005 et, dans la circonscription de Prince George-Valemount, lors de celles de 2009, de 2013, de 2017 et de 2020.
Elle a eu de nombreux portefeuilles de ministre en Colombie-Britannique,,,,. Elle a été vice-première ministre et elle a été la première femme à occuper le poste de procureure générale de la Colombie-Britannique.
Shirley Bond est chef par intérim du Parti libéral de la Colombie-Britannique et chef de l'opposition en Colombie-Britannique depuis novembre 2020.